# 하그로프스
하글로프스 AB(Haglöfs AB)는 1914년 스웨덴에서 빅토르 하그뢰프가 설립한 아웃도어 장비 브랜드이다.

## 사업
하글로프스는 도매(직거래 계정 및 유통업체 경유)를 통해 28개 시장에서 판매되고 있으며, 13개국에 전자상거래를 운영하고 12개의 자체 매장을 운영하고 있다.
하글로프스는 스웨덴, 노르웨이, 핀란드, 덴마크, 독일, 영국에 자회사를 통해 운영되며, 프랑스에는 자체 운영을 하고 있다.
하글로프스는 스웨덴 스톡홀름 알빅에 위치한 본사에서 아웃도어 의류, 신발, 하드웨어를 디자인, 개발 및 판매한다. 하글로프스는 공장을 소유하지 않지만, 17개국에 걸쳐 90개 이상의 재료 공급업체 및 의류, 신발, 하드웨어 제조업체 네트워크와 협력한다. 하그로프스 제품의 대부분은 스웨덴 에스킬스투나에 있는 창고로 보내지며, 그곳에서 다양한 판매 채널로 유통된다.
2010년 7월 12일, 하글로프스는 아식스가 하그로프스를 ¥11.4 billion(1억 2,870만 달러)에 인수하면서 일본의 스포츠웨어 브랜드 아식스의 전액 출자 자회사가 되었다.
2022년에는 9억 7,600만 크로나 상당의 제품을 판매했으며, 전 세계적으로 238명의 직원을 고용하고 있었고, 그 중 190명은 스웨덴에 있었다.
2023년 12월 18일, 라이언록 캐피탈 리미티드는 아식스로부터 하글로프스의 지분 100%를 인수했다.

프레드리크 올손, CEO